# Christoph Willibald Gluck
Christoph Willibald Ritter von Gluck (2 tháng 7 1714 - 15 tháng 11 1787) là một nhà soạn nhạc opera người Đức. Sau nhiều năm sống tại cung điện Habsburg ở Viên, Gluck đã mang đến những cải cách opera mà nhiều nhà tư tưởng đã vận động trong nhiều năm. Với một loạt các tác phẩm trong thập niên 1760, trong đó có Orfeo ed Euridice và Alceste, ông đã phá vỡ phong cách opera seria đã thống trị trong nhiều năm.
Tầm ảnh hưởng phong cách opera của Pháp trong các tác phẩm của ông đã thôi thúc Gluck chuyển tới Paris tháng 11 năm 1773. Ông kết hợp giữa phong cách opera Ý truyền thống với phong cách opera Pháp để tạo ra một xu hướng mới, Gluck sáng tác 8 vở opera cho sân khấu Paris. Một trong những tác phẩm cuối trong số này, Iphigénie en Tauride, được thừa nhận là một trong những tác phẩm xuất sắc nhất của ông. Dù rất nổi tiếng và được công nhận đã mang đến một cuộc cách mạng cho opera Pháp nhưng thành công của ông tại Paris chưa bao giờ đạt tới đỉnh cao, sau phản ứng nghèo nàn dành cho tác phẩm Echo et Narcisse, ông rời Paris để trở về Vienna sống phần còn lại của cuộc đời.